# Trichocalyx
Trichocalyx es un género de plantas fanerógamas perteneciente a la familia Acanthaceae. El género tiene dos especies de plantas herbáceas.

## Especies
- Trichocalyx obovatus
- Trichocalyx orbiculatus